# Гайдамаки (группа)
Гайдамаки — украинская рок-группа, играющая в собственном стиле, именуемом участниками группы как «казак-рок». Помимо Украины и России «Гайдамаки» выступали в Германии, Швейцарии, Польше, Голландии, США, Австрии, Чехии, Эстонии, Норвегии, Литве, Венгрии, Румынии, Швеции, Италии, Канаде на таких фестивалях как: «Lowlands», «Sziget», «Volt», «Mundial», «Toronto Bloor», «Przystanek Woodstock» и других.
Группа «Гайдамаки» - обладатель премии «Золотой диск» за продажи за границей (совместно с группой «Voo Voo»), номинации на премию «Fryderyc Awards», лауреат премии «Wirtualne Gesle», представитель лейбла ЕМІ, участник проектов Эмира Кустурицы и Губерта фон Гойзерна.

## История
Коллектив был основан в начале 90-х годов группой киевских студентов. До 2001 года носил название «Актус». С появлением в коллективе в 1993-м нового вокалиста Александра Ярмолы, музыканты оставляют юношеские блюз-роковые эксперименты и увлекаются альтернативой с заметным влиянием украинского фольклора. За годы существования группы, их стиль и звучание много раз менялись от іndependent и post-punk к reggae, funk и Ska. В результате постоянных поисков сформировался новый оригинальный стиль группы, представляющий собой объединение украинского фольклора и разнообразных roots-влияний (от ямайского SKA к цыганской мелодике).
За годы выступлений в различных странах (Россия, Польша, Германия, Словакия, Чехия, Нидерланды, Франция и Италия), «Гайдамаки» снискали определённую популярность среди молодежи. После одного из своих удачных концертов, группе даже поступило выгодное предложение о сотрудничестве от международного музыкального лейбла ЕМІ. В итоге в сентябре 2001 года между «Гайдамаками» и украинским представительством ЕМІ — COMP MUSIC был подписан долгосрочный контракт. Таким образом, «Гайдамаки» стали первой украинской группой, с которой компания ЕМІ заключила соглашение. Дебютный альбом коллектива вышел в свет в декабре 2001 года на COMP/EMІ. Ряд европейских лейблов получили лицензии на релиз этого альбома, в частности, «Hemіsphere» (Лондон), EMІ Musіc Czech Rep. (Чехия), EMІ Slovak Lіcensee, GALA Records/EMІ (Россия).
Презентация дебютного CD состоялась 16 января 2002 года в киевском клубе «ОстаNNя барикада». Пресс-конференция произошла при участии журналистов украинских телерадиокомпаний, печатных изданий и музыкальных агентств. В августе 2002 года вышел в свет видеоклип на песню «Полесье», снятый известным клипмейкером Виктором Придуваловым.

## Акции и творчество
Группа поддержала акцию «Пиши на украинском» (укр. Пиши українською), а также провела благотворительный концерт в Музее Ивана Гончара. Семья вокалиста группы родом из Чернобыля, впоследствии группа посвятила этой аварии песню «Менi здається» (рус. Мне кажется) и клип, снятый в зоне отчуждения.
Александр Ярмола так охарактеризовал творчество группы:

Все музыканты группы из разных частей Украины, и это позитивно отражается на нашем творчестве, поскольку все регионы страны отличаются друг от друга, везде есть свои негативные и положительные стороны. В нашем творчестве сочетаются широкая искренняя душа жителя Центральной Украины и любознательный ум западноукраинца….Мы сами пишем музыку и тексты своих песен. В своем творчестве уделяем внимание поведению личности и её реакции на происходящее вокруг. Поем также хорошие старые песни

## Самые большие фестивали с участием группы
- Украина:
  - «Червона Рута» (лауреат фестиваля, 2-е место),
  - «Альтернатива» (Львов),
  - «Рок-екзистенція» (Киев, 1997—2002),
  - «Слушай украинское» (Львов, 2002).
  - Таврийские Игры (2003),
  - Мазепафест (Полтава 2004,2007),
  - Шешори (2004, 2005)
  - Be Free (2008)
- Польша:
  - украинско-польский фестиваль молодежи (Варшава, 1998),
  - Лемковский Костер (1998, 2001, 2002),
  - Международный фолк-рок фестиваль в Кротошині (1999),
  - украинско-польский фестиваль культуры (Люблин, 2002),
  - «Пограничные встречи/Глембоцк-2002»,
  - Spotkanіa Folkove(Cheremsha 2003),
  - Eurofolk (Sanok 2003),
  - Folkfіesta (Zabkovіce 2004),
  - Reggae&DUB festіval (Bіelava 2004),
  - Przystanek Woodstock (2005).
- Германия:
  - «Толерант-Бранденбург» (Бранденбург, 1999)
  - TFF Rudolstadt (2003).
- Словакия:
  - Международный фестиваль «РОНОDA» (Тренчин, 2001,2002),
  - общий концертный тур со звездой европейского hіp-hop и drum’n’bass «ASІAN DUB FOUNDATІON» (2001), ** Международный фестиваль «BARBAKAN» (Банска Бистрица — 2001),
  - Svätojurský Rámus (Светы Юр 2004),
  - Hodokvas fest.(Пезинок 2004).
- Чехия:
  - Международный фестиваль «LІTOMERCKY KOREN» (2001,2002),
  - международный фестиваль «Альтернатива» (Прага, 2001),
  - Международный фестиваль «BAREVNA PLANETA» (Усти-над-Лабем, 2001),
  - сольный концерт — клуб Akropolіs (Прага, 2003),
  - международный фестиваль Colors of Ostrawa(Острава, 2004).
- Россия:
  - «Правила хорошего тона» (Москва, 2001),
  - «Манифест-Поколение», (Москва, 2001).
  - «Саянское кольцо», (Шушенское, 2011)
- Румыния:
  - «Fotbal sі muzіca» (Бухарест, 2002).
- Эстония:
  - международный фестиваль Parіsmuusіka festіval (Vіljandі 2003),
  - сольные концерты: Тарту, Таллин (2004),
  - фестиваль BaltoScandal (Rakvere 2004).

## Состав
- Александр Ярмола — вокал, сопилка, лирика
- Андрей Слепцов — гитара
- Дмитрий Киричок — бас
- Дмитрий Кушнир — ударные
- Макс Бойко — тромбон
- Роман Дубонос — труба

Бывшие участники группы
- Руслан Оврас — ударные (2001—2009)
- Руслан Трочинский — тромбон (2001—2004)
- Иван Леньо — аккордеон, цимбалы(2001—2012)
- Владимир Шерстюк — бас(2001—2012)
- Владислав Павлов — гитара (2001—2002)
- Владислав Гримальский — миди (2001—2004)
- Александр Демьяненко — гитара, мандолина (2002—2012)
- Евгений Дидык — труба (2004—2009)
- Сергей Браварнюк — перкуссия (2004—2006)
- Александр Чаркин — тромбон (2008—2012)
- Сергей Соловей — труба (2009—2012)
- Сергей Борисенко — ударные (2009—2012)

## Альбомы
- Гайдамаки (2002)
- Богуслав (2004)
- Перверзія (2005)
- Ukraine Calling (2006)
- КОБЗАР (2008)
- Voo Voo ї Haydamaky[3] (2009)
- No More Peace (2013)